# Закон и ред
Закон и ред (на английски: Law & Order) е американски телевизионен сериал, създаден от Дик Улф и продуциран от Улф Ентъртейнмънт и Юнивърсъл Телевижън, който поставя началото на едноименния франчайз.
Закон и ред се излъчва изцяло по Ен Би Си, като дебютира на 13 септември 1990 г. и завършва своя 20-и сезон на 24 май 2010 г. На 28 септември 2021 г., след 11-годишна пауза, Ен Би Си обявява, че сериалът ще бъде възобновен за 21-и сезон, чиято премиера е на 24 февруари 2022 г. Възраждането представя нови постоянни актьори, както и завръщането на двама ветерани от сериала: окръжният прокурор Джак Маккой (Сам Уотърстън) и детектив Кевин Бърнард (Антъни Андерсън). След това сериалът е подновен за още три сезона. През май 2025 г. е обявено, че сериалът е подновен за своя 25-и сезон.
Сюжетът е ситуиран и заснет в Ню Йорк и следва двустранен подход: първата половина от всеки епизод е посветена на разследването на престъпление (обикновено убийство) и залавянето на заподозрения от детективи от отдел „Убийства“ на полицейското управление на Ню Йорк, а втората половина – на процеса срещу обвиняемия от канцеларията на окръжния прокурор на Манхатън. Сюжетите са вдъхновени от реални случаи, отразени в медиите, макар че мотивите за престъплението и самият извършител често са различни.
Сериалът започва да сменя редовните си актьори още от втория сезон. Въпреки тази ротация, няколко актьори държат рекорди за най-дълъг престой в основния състав: Джери Орбак като детектив Лени Бриско, Ш. Епата Меркърсън като лейтенант Анита Ван Бюрен и Сам Уотърстън като заместник-окръжен прокурор, а по-късно окръжен прокурор Джак Маккой.
24-те сезона на Закон и ред са на второ място след неговия спин-оф Закон и ред: Специални разследвания (1999 – настояще) сред най-дълго излъчваните американски праймтайм игрални сериали със сценарий. Успехът на сериала води до създаването на допълнителни продукции, превръщайки Закон и ред във франчайз, включително телевизионен филм, няколко видео игри и международни адаптации. През годините сериалът е печелил и е бил номиниран за множество награди, включително редица награди Еми в праймтайм.

## Продукция

### История и развитие
През 1988 г. Дик Улф разработва концепция за нов телевизионен сериал, който да представя относително оптимистичен образ на американската съдебна система. Първоначално той обмисля заглавието Нощ и ден, но впоследствие се спира на заглавието Закон и ред. Първата половина на всеки епизод следва двама детективи по убийства (старши и младши) и техния ръководител, докато разследват насилствено престъпление.
Втората половина на епизода следва канцеларията на окръжния прокурор и съдебната система, където двама прокурори, консултирайки се окръжния прокурор, се опитват да осъдят обвиняемия. Сериалът има за цел да разглежда някои от по-големите проблеми на времето, като се фокусира върху истории, базирани на реални случаи, отразявани в медиите.
Улф представя идеята си на тогавашния президент на Юнивърсъл Телевижън, Кери Макклагиж, който посочва сходството със сериал от 1963 г. със заглавие Арест и съдебен процес, който съществува само един сезон. Двамата гледат пилотния епизод на същия сериал, в който полицейски служител (Бен Газара) арестува човек за въоръжен обир в първата половина, а защитникът, изигран от Чък Конърс, освобождава извършителя, защото е сбъркал човека във втората половина; това е формулата на сериала всяка седмица.
Улф решава да подходи по-свежо към жанра. Неговите детективи понякога ще допускат грешки. Той иска преходът от полицейска процедура към прокуратура да бъде с по-голяма степен на реализъм. Прокурорите ще са героите, които обръщат обичайната формула в адвокатските драми.
Първоначално Фокс поръчва 13 епизода само на база концепцията, без пилотен епизод. Ръководителят на мрежата Бари Дилър обаче отменя решението, като посочва, че сериалът не е „Фокс шоу“, макар че харесва идеята. Улф се обръща към Си Би Ес, която поръчва пилотен епизод, Любимият на всички куриер, написан от Улф и посветен на корумпирани градски чиновници, замесени с мафията. Мрежата харесва пилотния епизод, но не го поръчва за сезон, тъй като няма звезди, които да се открояват.
Висшите ръководители на Ен Би Си, Брандън Тартикоф и Уорън Литълфийлд, гледат епизода и го харесват през лятото на 1989 г. Те обаче се тревожат, че интензивността на сериала няма да може да се повторя всяка седмица. През 1990 г. Ен Би Си вече има достатъчно доверие, че иновативният сериал може да привлече широка аудитория, и в крайна сметка поръчва пълноценен сезон.

### Заснемане
Сериалът е заснет на локация, извън студио, в Ню Йорк и е известен с широкото си използване на специфични, характерни черти на мястото, които придават автентичност. Вътрешните декори се намират в Челси Пиърс. За възобновената версия, започвайки с 21-и сезон, декорите са възстановени в Бруклин. В ранните епизоди съдебните сцени се заснемат в Съдебната палата „Туид“, преди да бъде построен специален съдебен декор. Външните сцени на измисленото полицейско управление от 27-и район са заснети пред Съдебната палата на окръг Ню Йорк на улица „Чеймбърс“, а болничните сцени – в Медицинския център на ветераните на Ню Йорк и в болница „Голдуотър“ преди събарянето ѝ.
В по-късните сезони кметовете на Ню Йорк Руди Джулиани и Майкъл Блумбърг, адвокатът Уилям Кунстлер и конгресменът от Бронкс Хосе Серано се появяват в сериала като самите себе си. Местни личности също имат повтарящи се появявания като измислени персонажи, например Дона Хановър и Фран Лебовиц като съдии. На 14 септември 2004 г. в Ню Йорк пътят, водещ към Челси Пиърс (където сериалът се е снимал основно), е преименуван на „Закон и ред“ в знак на почит към сериала.

### Музика и звукови ефекти
Музиката за сериала е композирана от ветерана Майк Пост и е минималистична, за да отговаря на краткия и динамичен стил на сериала. Темата включва електрическо пиано, китара и кларинет, а смяната на сцените е придружавана от характерен тон, наречен от композитора Звън, който символизира прескачането между сцени. Този звук се превръща в емблематичен за сериала и е използван и в други продукции от франчайза. В британските излъчвания са използвани различни песни за началните надписи, но американската музикална тема остава основна.

## Актьорски състав и герои
| Актьор/Актриса      | Роля               | Длъжност                                                                      | Сезон(и)    | Сезон(и)    | Сезон(и)    | Бележки                                  |
| Актьор/Актриса      | Роля               | Длъжност                                                                      | Постоянен   | Повтарящ се | Гост        | Бележки                                  |
| ------------------- | ------------------ | ----------------------------------------------------------------------------- | ----------- | ----------- | ----------- | ---------------------------------------- |
| Джордж Дзундза      | Макс Грийви        | Старши детектив/Сержант                                                       | 1           |             |             |                                          |
| Крис Нот            | Майк Логан         | Младши детектив                                                               | 1–5         |             |             | Участва в Изгонен: Филмът на Закон и ред |
| Дан Флорек          | Доналд Крейгън     | Капитан                                                                       | 1–3         |             | 5, 10 и 15  | Участва в Изгонен: Филмът на Закон и ред |
| Майкъл Мориарти     | Бенджамин Стоун    | Изпълнителен помощник-окръжен прокурор                                        | 1–4         |             |             |                                          |
| Ричард Брукс        | Пол Робинет        | Помощник-окръжен прокурор                                                     | 1–3         |             | 6, 16 и 17  |                                          |
| Стивън Хил          | Адам Шиф           | Окръжен прокурор                                                              | 1–10        |             |             |                                          |
| Пол Сорвино         | Фил Черета         | Старши детектив сержант                                                       | 2 и 3       |             |             |                                          |
| Джери Орбах         | Лени Бриско        | Старши детектив                                                               | 3–14        |             |             | Участва в Изгонен: Филмът на Закон и ред |
| Ш. Епатa Мъркърсън  | Анита Ван Бюрен    | Лейтенант                                                                     | 4–20        |             |             | Участва в Изгонен: Филмът на Закон и ред |
| Джил Хенеси         | Клеър Кинкейд      | Помощник-окръжен прокурор                                                     | 4–6         |             |             |                                          |
| Сам Уотърстън       | Джак Маккой        | Изпълнителен помощник-окръжен прокурор, временен и постоянен окръжен прокурор | 5–23        |             |             | Участва в Изгонен: Филмът на Закон и ред |
| Бенджамин Брат      | Рей Къртис         | Младши детектив                                                               | 6–9         |             | 20          | Участва в Изгонен: Филмът на Закон и ред |
| Кери Лоуъл          | Джейми Рос         | Помощник-окръжен прокурор                                                     | 7 и 8       |             | 10, 11 и 21 |                                          |
| Анджи Хармън        | Еби Кармайкъл      | Помощник-окръжен прокурор                                                     | 9–11        |             |             |                                          |
| Джеси Л. Мартин     | Ед Грийн           | Младши/Старши детектив                                                        | 10–18       |             |             |                                          |
| Даян Уийст          | Нора Левин         | Временен окръжен прокурор                                                     | 11 и 12     |             |             |                                          |
| Елизабет Рьом       | Серена Саутърлин   | Помощник-окръжен прокурор                                                     | 12–15       |             |             |                                          |
| Фред Долтън Томпсън | Артър Бранч        | Окръжен прокурор                                                              | 13–17       |             |             |                                          |
| Денис Фарина        | Джо Фонтана        | Старши детектив                                                               | 15 и 16     |             |             |                                          |
| Ани Парис           | Александра Борджия | Помощник-окръжен прокурор                                                     | 15 и 16     |             |             |                                          |
| Майкъл Империоли    | Ник Фалко          | Младши детектив                                                               | 15          |             | 16          | Временно назначен                        |
| Милена Гович        | Нина Касади        | Младши детектив                                                               | 17          |             |             |                                          |
| Алана де ла Гарса   | Кони Рубироса      | Помощник-окръжен прокурор                                                     | 17–20       |             |             |                                          |
| Джеръми Систо       | Сайръс Лупо        | Младши/Старши детектив                                                        | 18–20       |             |             |                                          |
| Линъс Роуч          | Майкъл Кътър       | Изпълнителен помощник-окръжен прокурор                                        | 18–20       |             |             |                                          |
| Антъни Андерсън     | Кевин Бърнард      | Младши/Старши детектив                                                        | 18–21       |             |             |                                          |
| Джефри Донован      | Франк Косгроув     | Младши/Старши детектив                                                        | 21 и 22     |             |             |                                          |
| Камрин Менхайм      | Кейт Диксън        | Лейтенант                                                                     | 21–23       |             |             |                                          |
| Хю Данси            | Нолан Прайс        | Изпълнителен помощник-окръжен прокурор                                        | 21–настояще |             |             |                                          |
| Оделя Халеви        | Саманта Марун      | Помощник-окръжен прокурор                                                     | 21–настояще |             |             |                                          |
| Мехкад Брукс        | Джилън Шоу         | Младши/Старши детектив                                                        | 22–24       |             |             |                                          |
| Рийд Скот           | Винсент Райли      | Младши/Старши детектив                                                        | 23–настояще |             |             |                                          |
| Тони Голдуин        | Никълъс Бакстър    | Окръжен прокурор                                                              | 23–настояще |             |             |                                          |
| Мора Тиърни         | Джесика Брейди     | Лейтенант                                                                     | 24–настояще |             |             |                                          |

### Пилотен епизод
За пилотния епизод от 1988 г. Джордж Дзундза и Крис Нот са избрани за детективи – сержант Макс Грийви и детектив Майк Логан. Продуцентите смятат, че Дзундза е идеален за старши полицай, защото е човек, с когото могат да си представят, че биха се возили в патрулна кола. Кандидати за ролята на Логан са Нот и Майкъл Мадсен. Първоначално Мадсен изглежда перфектен за ролята, но при финалното четене се смята, че актьорските му маниери са твърде повтарящи се, и накрая ролята отива при Нот. За капитан Доналд Крейгън е избран Дан Флорек.
От страна на прокурорите Майкъл Мориарти е изборът на Дик Улф за ролята на помощник-окръжен прокурор Бенджамин Стоун. Мрежата първоначално предпочита Джеймс Нотън, но в крайна сметка изборът на Улф надделява и Мориарти получава ролята. За ролята на неговия помощник – адвокат Пол Робинет, се разглеждат Ричард Брукс и Ерик Ла Сал. Мрежата предпочита Ла Сал, но продуцентите налагат своя избор и ролята отива при Брукс. За техен шеф, окръжен прокурор Алфред Уентуърт е избран Рой Тинс.

### Сезони 1 – 3
Минават почти две години между пилотния епизод и започването на продукцията на сериала. Продуцентите имат опции за Дзундза, Нот, Мориарти и Брукс. На всеки от тях се плаща „задържаща сума“ за допълнителната година и те се връщат в проекта. Флорек също се завръща. Тинс обаче играе главна роля в Тъмни сенки и отказва да се върне. На негово място продуцентите избират Стивън Хил за ролята на окръжен прокурор Адам Шиф, персонаж, свободно базиран на реалния прокурор на окръг Ню Йорк Робърт Моргентау. Хил носи авторитет и опит на шоуто, и поради това продуцентите му позволяват да дава насоки за развитието на персонажа според вижданията си.

### Сезони 4 – 7
Към края на третия сезон ръководителите на Ен Би Си все още смятат, че в шоуто няма достатъчно женски персонажи. По нареждане на тогавашния президент на мрежата Уорън Литълфийлд, трябва да бъдат добавени нови женски роли, в противен случай шоуто рискува да бъде отменено на отредения му петъчен слот. Улф разбира, че тъй като в шоуто има само шест персонажа, някой трябва да бъде освободен. Той решава да уволни Флорек и Брукс от редовния състав и по-късно споделя, че това са били най-трудните два телефонни разговора, които някога е провел. Въпреки че първоначално продуцентите твърдят, че уволненията (особено това на Брукс, за когото се съобщава, че не се разбира с Мориарти) са по други причини, Улф потвърждава, че уволненията са по нареждане на Литълфийлд.
За да замени Флорек, Ш. Епата Меркърсън е избрана за новата водачка на екипа, лейтенант Анита Ван Бюрен. Меркърсън вече е участвала като гост в ролята на майка на жертва на куршум в епизода от сезон 1 Гъби. За да замени Брукс, Джил Хенеси е избрана за помощник-окръжен прокурор Клеър Кинкейд. В шоуто първоначално не се дава обяснение за излизането на персонажите на Флорек и Брукс, но и двамата по-късно се връщат за гостуващи участия – капитан Крейгън е преназначен в Бюрото за вътрешни разследвания, а помощник-окръжен прокурор Робинет става адвокат на защитата. Флорек също се завръща, за да режисира няколко епизода, а неговият персонаж по-късно е включен в състава на Закон и ред: Специални разследвания.
Междувременно поведението на Мориарти както на снимачната площадка, така и извън нея, става проблем за Улф. След публично изявление, в което Мориарти нарича главния прокурор Джанет Рено „психопатичен нацист“ за усилията ѝ да цензурира насилието по телевизията, той влиза в словесен конфликт с Рено по време на вечеря във Вашингтон, окръг Колумбия. Улф моли Мориарти да смекчи коментарите си, а той отговаря, като се отказва от шоуто следващата седмица. Финалната сюжетна линия за Бен Стоун включва неговото оставяне заради чувство за вина след убийството на жена, която той е принудил да свидетелства срещу руски мафиот и която е убита от съучастниците му. За да замени Мориарти, Улф избира Сам Уотърстън за ролята на изпълнителен помощник-окръжен прокурор Джон Джеймс „Джак“ Маккой-младши; персонажът на Уотърстън е значително различен от Мориарти, като Джак Маккой е замислен като по-емоционално стабилен и с по-голям сексапил.
Улф уволнява Нот, когато договорът му изтича в края на сезон 5, защото смята, че Лени Бриско и Майк Логан са станали твърде сходни един на друг и сценаристите имат затруднения при писането на диалозите им заедно. Освен това Нот е недоволен от шоуто след уволненията на Флорек и Брукс и остава с обида към Улф, когото чувства като неприятел на актьорите си. Финалната сюжетна линия за детектив Логан включва неговото изгонване да работи на Статън Айлънд в отдел за престъпления от домашно насилие като наказание за удар на член на градския съвет, който е организирал убийството на гей колега и е успял да се измъкне от обвиненията. Телевизионният филм Изгонен: Филмът на Закон и ред, в който участва Нот, се фокусира върху опита на Логан да възстанови добрите си отношения с отдела. Нот е заменен от Бенджамин Брат като детектив Рейналдо „Рей“ Къртис, нает с цел да се намери актьор с по-голям сексапил от Нот.
Хенеси решава да не подновява тригодишния си договор в края на сезон 6, за да се занимава с други проекти, и Клеър Кинкейд излиза от сериала като загинала при катастрофа, предизвикана от пиян водач. На нейно място е наета Кери Лоуъл за ролята на помощник-окръжен прокурор Джейми Рос. Лоуъл остава в шоуто до края на сезон 8, когато напуска, за да прекара повече време с дъщеря си. Джейми Рос е написана като напускаща офиса на прокурора по сходни причини. Лоуъл, която по-късно се завръща за няколко гостуващи участия, е заменена от Анджи Хармън за ролята на помощник-окръжен прокурор Абигейл „Аби“ Кармайкъл, замислена като много по-шумна и откровена от всички предшественици. Хармън се явява на кастинг заедно с 85 други жени, включително Ванеса Уилямс, и е избрана след като Улф чува нейния тексаски акцент.

### Сезони 8 – 14
От сезон 8 (1997) Джей Кей Симънс има повтаряща се роля като д-р Емил Скода, психиатър, който работи с полицейския департамент. Той участва в 41 епизода до 2004 г., а по-късно се завръща за три епизода в сезон 20.
Брат напуска сериала в края на сезон 9, като заявява, че напускането е по приятелски начин и очаква да се завърне за гостуващи участия. Той в крайна сметка се завръща за епизода от сезон 20 Фед. Детектив Къртис е написан като напускащ полицията, за да се грижи за съпругата си, страдаща от множествена склероза в последните ѝ дни. На негово място е нает Джеси Л. Мартин като детектив Ед Грийн, персонаж, замислен като по-непокорен тип в стила на Логан на Нот, за разлика от по-стабилния Къртис на Брат. Бриско е описан като възстановяващ се алкохолик, като Крейгън, а Грийн като възстановяващ се компулсивен хазартен играч.
През 2000 г. Стивън Хил обявява, че напуска сериала след сезон 10. Хил, последният останал член на оригиналния състав, заявява, че решението е взаимно с продуцентите. Той е заменен от Даян Уийст като временен окръжен прокурор Нора Левин, а Адам Шиф е описан извън екрана като напуснал, за да работи с еврейски благотворителни организации и организации за правата на човека в Европа.
Следващата година Хармън напуска шоуто след три сезона (персонажът ѝ Аби Кармайкъл е описан като повикан да служи в офиса на главния прокурор на САЩ) и е заменена от Елизабет Рьом като помощник-окръжен прокурор Серена Саутърлин. Година по-късно Уийст напуска след два сезона и е заменена от пенсионирания сенатор на САЩ Фред Томпсън като окръжен прокурор Артър Бранч, чийто персонаж е замислен като значително по-консервативен от предшествениците си и е пряка реакция на терористичните атентати от 11 септември. В шоуто не се споменава какво се случва с Нора Левин, въпреки че продуцентите обясняват, че персонажът ѝ е замислен само като временен окръжен прокурор.

### Сезони 15 и 16
След 12 години участие в сериала, Орбах обявява през март 2004 г., че напуска шоуто в края на сезон 14, за да се включи в спинофа Закон и ред: Процес с жури. Детектив Лени Бриско е написан като пенсиониращ се от нюйоркската полиция и по-късно поема позиция като следовател в офиса на окръжния прокурор. На негово място в 27-ми участък е назначен детектив Джо Фонтана, в ролята Денис Фарина. По това време Орбах не уточнява причината за напускането си, но по-късно става ясно, че е страдал от рак на простатата повече от 10 години и че ролята му в Процес с жури е създадена, за да бъде по-малко натоварваща от участието му в оригиналния сериал. Въпреки това Орбах умира от рак на 28 декември 2004 г. и участва само в първите два епизода на новия сериал. Персонажът му е впоследствие написан като починал извън екрана, въпреки че това не се разкрива в оригиналния сериал до епизода от сезон 18 Горяща карта.
В сезон 15 Рьом напуска сериала в средата на сезона през януари 2005 г. Последната сцена на Рьом, в епизода Няма любов, предизвиква противоречия сред феновете, тъй като помощник-окръжния прокурор Серена Саутърлин пита окръжния прокурор Артър Бранч дали е уволнена, защото е лесбийка – факт, който сценарият никога досега не е намеквал. Улф заявява, че напускането на Рьом е било неочаквано. В продължение на няколко сезона помощник-окръжния прокурор Саутърлин често е защитавала противоположни позиции на окръжния прокурор Джон Джеймс „Джак“ Маккой и окръжния прокурор Артър Бранч, който смята, че тя би била по-подходяща като защитник, а не като прокурор. На нейно място е назначена Ани Парис като помощник-окръжния прокурор Александра Борджия.
Детектив Ед Грийн временно е написан като прострелян по време на служба, след като актьорът Джеси Л. Мартин напуска шоуто, за да снима Наем, и по време на възстановяването му е заменен от детектив Ник Фалко, изигран от Майкъл Империоли, който преди това гостува като заподозрян в убийство в епизода от сезон 6 Изкупление. Ани Парис напуска сериала в края на сезон 16 (с персонажа на помощник-окръжния прокурор Борджия, представена като убита), а детектив Джо Фонтана скоро след това е представен като пенсионирал се, след като актьорът Денис Фарина обявява, че напуска шоуто, за да се занимава с други проекти.

### Сезони 17 – 20
По това време ръководителите на Ен Би Си смятат, че сериалът започва да остарява, тъй като рейтингите спадат след напускането на Орбах. Денис Фарина никога не е бил особено популярен сред феновете, когато замества Орбах, и се усеща, че актьорският състав вече не се вписва добре заедно. В опит да се оживи шоуто, Улф заменя Ани Парис с Алана де ла Гарса като помощник-окръжен прокурор Консуела „Кони“ Рубироса, докато детектив Ед Грийн, изигран от Джеси Л. Мартин, е повишен до старши детектив и партнира на детектив Нина Касади, в ролята Милена Гович, която преди това е работила с Улф в краткотрайния сериал Присъда и служи като първата жена-детектив в основния актьорски състав на шоуто. Тя също така кратко се появява като барманка в епизода от сезон 16 Недостатък.
Въпреки това Гович се оказва още по-непопулярна сред феновете от предшественицата си и напуска шоуто след един сезон, като обяснението е, че назначението на детектив Касади в участъка е било временно и тя е била прехвърлена другаде. На нейно място е назначен Джеръми Систо, който преди това гостува като защитник в епизода от сезон 17 Семеен час, в ролята на детектив Сайръс Лупо. По същото време Фред Томпсън обявява, че напуска шоуто, за да се кандидатира за президентската номинация на Републиканската партия през 2008 г. В сериала не е дадено обяснение за отсъствието на окръжния прокурор Артър Бранч извън екрана. Персонажът на Сам Уотърстън е повишен до временен окръжен прокурор (по-късно официално окръжен прокурор в сезон 20), а неговата предишна позиция е заета от изпълнителен помощник-окръжен прокурор Майкъл Кътър, в ролята Линъс Роуч.
По-късно Джеси Л. Мартин обявява, че ще напусне шоуто за втори и последен път към края на сезон 18, за да се занимава с други проекти, и детектив Ед Грийн е написан като напускащ силите поради преумора. На негово място е назначен Антъни Андерсън като детектив Кевин Бърнард. През 2010 г. Ш. Епата Меркерсън обявява, че ще напусне шоуто в края на сезон 20, като лейтенант Анита Ван Бюрен получава сюжетна арка за целия сезон, в която се бори с рак на шийката на матката. Въпреки това, отменянето на шоуто прави това без значение.

### Сезон 21 – настояще (Възраждане)
В Дедлайн Холивуд Нели Андреева обявява, че сериалът се връща. На 1 ноември 2021 г. Джефри Донован е избран като редовен персонаж в сериала, за да изиграе детектив от нюйоркската полиция, по-късно разкрит като Франк Косгроув. По това време също е съобщено, че Сам Уотърстън и Антъни Андерсън, които участват в по-ранните сезони на сериала, както и други бивши членове на актьорския състав, също водят разговори за завръщане. Други бивши членове на актьорския състав, включително Ш. Епата Меркерсън, Джеръми Систо и Алана де ла Гарса, имат главни роли в Медиците от Чикаго и ФБР, като и двата сериала също са част от франчайза и са продукции на Улф Ентъртейнмънт. На 23 ноември 2021 г. е обявено, че Хю Данси е избран като помощник-окръжен прокурор и че Андерсън е подписал едногодишен договор за завръщане като детектив Кевин Бърнард. На 10 декември 2021 г. е разкрито, че Камрин Менхайм е избрана за ролята на лейтенант Кейт Диксън, наследничка на персонажа на Меркерсън, лейтенант Анита Ван Бюрен. Манхайм е изиграла по-малки роли в предишни сезони на сериала. През декември 2021 г. Одиля Халеви е добавена към актьорския състав като помощник-окръжен прокурор Саманта Марун. На следващия ден е обявено, че Уотърстън е финализирал едногодишен договор за завръщане като окръжен прокурор Джак Маккой.
На 10 май 2022 г. Ен Би Си подновява сериала за двадесет и втори сезон. По-късно същия месец е обявено, че Андерсън ще напусне сериала. На 7 юни Уотърстън подписва нов договор за завръщане в двадесет и втори сезон, което го прави най-дългогодишния член на актьорския състав на сериала. Седмица по-късно Мехкад Брукс се присъединява към актьорския състав в новия сезон, заменяйки Андерсън като детектив Джилън Шоу. На 15 ноември 2023 г. е обявено, че Донован няма да се завърне за двадесет и третия сезон. Седмица по-късно Рийд Скот се присъединява към актьорския състав за двадесет и третия сезон, заменяйки Донован като детектив Винсент Райли. На 2 февруари 2024 г. е обявено, че Уотърстън ще напусне сериала, а Тони Голдуин ще се присъедини като окръжния прокурор Никълъс Бакстър. На 10 май 2024 г. е обявено, че Камрин Менхайм ще напусне сериала след двадесет и третия сезон. На 22 юли 2024 г. Мора Тиърни е избрана за новия лейтенант за двадесет и четвъртия сезон, заменяйки Манхайм като лейтенант Джесика Брейди. През май 2025 г. Ен Би Си подновява сериала за двадесет и пети сезон.

## Сюжет
В системата на наказателното право съществуват две едвакво важни групи професионалисти – разследващите полицаи и прокурорите които ръководят обвинението. Това са техните истории.
Епизодите на Закон и ред са структурирани в две части. Първата част проследява полицейските разследвания, а втората представя правните и съдебни процедури. Сериалът се фокусира върху развитието на всеки отделен случай, а не върху личната история на героите.

### Полицейско разследване
В първата половина на всеки епизод детективите от измисленото 27-мо полицейско управление на нюйоркската полиция разследват насилствено престъпление – убийство, отвличане или изнасилване. Полицията събира доказателства и разпитва свидетели и потенциални заподозрени. Когато доказателствата сочат вероятен извършител, полицията го арестува.

### Съдебно производство
Във втората половина на всеки епизод прокурорите от офиса на окръжния прокурор на Манхатън поемат водещата роля. Те обсъждат споразумения и признавания на вина, подготвят свидетелите и доказателствата и представят делото от името на обществото в съдебния процес срещу обвиняемия. Прокурорите се редуват с адвоката на защитата, като излагат аргументите си пред съдебните заседатели, докато се достигне до решение.

## Излъчване
| Сезон | Епизоди   | Премиера          | Финал       |
| ----- | --------- | ----------------- | ----------- |
| 1     | 22        | 13 септември 1990 | 9 юни 1991  |
| 2     | 22        | 17 септември 1991 | 12 май 1992 |
| 3     | 22        | 23 септември 1992 | 19 май 1993 |
| 4     | 22        | 15 септември 1993 | 25 май 1994 |
| 5     | 23        | 21 септември 1994 | 24 май 1995 |
| 6     | 23        | 20 септември 1995 | 22 май 1996 |
| 7     | 23        | 18 септември 1996 | 21 май 1997 |
| 8     | 24        | 24 септември 1997 | 20 май 1998 |
| 9     | 24 + филм | 23 септември 1998 | 26 май 1999 |
| 10    | 24        | 22 септември 1999 | 24 май 2000 |
| 11    | 24        | 18 октомври 2000  | 23 май 2001 |
| 12    | 24        | 26 септември 2001 | 22 май 2002 |
| 13    | 24        | 2 октомври 2002   | 21 май 2003 |
| 14    | 24        | 24 септември 2003 | 19 май 2004 |
| 15    | 24        | 22 септември 2004 | 18 май 2005 |
| 16    | 22        | 21 септември 2005 | 17 май 2006 |
| 17    | 22        | 22 септември 2006 | 18 май 2007 |
| 18    | 18        | 2 януари 2008     | 21 май 2008 |
| 19    | 22        | 5 ноември 2008    | 3 юни 2009  |
| 20    | 23        | 25 септември 2009 | 24 май 2010 |
| 21    | 10        | 24 февруари 2022  | 19 май 2022 |
| 22    | 22        | 22 септември 2022 | 18 май 2023 |
| 23    | 13        | 18 януари 2024    | 16 май 2024 |
| 24    | 22        | 3 октомври 2024   | 15 май 2025 |
| 25    |           | 25 септември 2025 |             |

## В България
Премиерата на сериала в България е през 2024 г. от сезон 21 по Нова телевизия. Ролите се озвучават от актьорите Ани Василева, Ася Братанова, Христина Ибришимова, Георги Георгиев – Гого, Николай Николов, Христо Узунов. През 2025 г. се излъчват повторения на същите епизоди.